# Robert Haas (Künstler)
Robert Samuel Haas (16. April 1898 in Wien, Österreich-Ungarn – 5. Dezember 1997 in Valhalla, Bundesstaat New York) war ein US-amerikanischer Kalligraf, Typograf, Fotojournalist, Kunstsammler und Grafiker.

## Leben
Haas studierte von 1918 bis 1924 an der TH Wien und belegte parallel dazu Kurse zu Nationalökonomie und Kunstgeschichte an der Universität. Parallel zu seinem Technik-Studium belegte er Kurse an der Wiener Kunstgewerbeschule bei dem bekannten Schriftkünstler Rudolf von Larisch, später, ab 1920, folgte er diesem an die Akademie der bildenden Künste. Zwischen 1929 und 1931 war er Schüler der bekannten Wiener Atelierfotografin Trude Fleischmann.
Gemeinsam mit dem Maler Carry Hauser gründete er 1925 die Officina Vindobonensis, ein grafisches Atelier und Handpresse. Als gelernter Grafiker gestaltete er von 1926 bis 1935 Plakate und Kataloge für Kataloge für Künstler-Vereinigungen, wie die Wiener Secession oder das Künstlerhaus. Er beteiligte sich an Ausstellungen im In- und Ausland, erhielt Grafik-Aufträge u. a. für die Franz-Joseph-Ausstellung 1935 und gestaltete eine große Foto-Montage für den österreichischen Pavillon bei der Weltfachausstellung Paris 1937. In den 1930er Jahren widmete er sich dem zunehmend Fotojournalismus. Seine Fotos erschienen in zahlreichen Magazinen und illustrierten Zeitschriften, in Österreich vor allem in der Zeitschrift Der Sonntag und in der Bühne. Ab Mitte der 1930er Jahre arbeitete er mit zahlreichen internationalen Fotoagenturen zusammen. Seine Fotos und Reportagen wurden in Frankreich, der Schweiz, Großbritannien und den USA gedruckt. Als Fotograf setzte er seine Kamera vor allem im Freien ein. Er dokumentierte die Vergnügungen der Wiener im Böhmischen Prater und im Wurstelprater und erstellte eine Reportage über die Kinder von Arbeitslosen im Wiener Gemeindebezirk Simmering, womit er auch außerhalb der Landesgrenzen Aufmerksamkeit erweckte. Ab 1936 wurden seine Fotos auch in den USA, Frankreich, der Schweiz und in Großbritannien gedruckt. Neben seinen Reportagen entstanden auch formalistische Übungen, Raster aus Pflastersteinen, das Schattennetz eines Mistkübels, das Gleisbett einer Standseilbahn. Im Sommer 1937 führte ihn ein Reportageauftrag in die Steiermark. Er fotografierte im Auftrag der Alpine Montangesellschaft das Stahlwerk Donawitz.
Haas war in den Jahren 1936 und 1937 offizieller Fotograf der Salzburger Festspiele, wo er zahlreiche Künstler porträtierte, u. a. Arturo Toscanini, Werner Krauß, Ezio Pinza, Max Reinhardt oder Bruno Walter. Er lichtete aber auch viele prominente Festspielgäste ab, etwa Marlene Dietrich, Sacha Guitry oder Grace Moore blickte. Haas dokumentierte die Luxuskarossen vor dem mondänen Hotel de l’Europe ebenso wie einen Schauspieler vor seinem Schminktisch. Daneben hielt er in zahlreichen Schnappschüssen das Alltagsleben in und um Salzburg fest.
Mit dem Einmarsch deutscher Truppen und der Annexion Österreichs an das Dritte Reich im März 1938 erfuhr seine Karriere ein jähes Endes. Am 30. September 1938 gelang es ihm, Wien in Richtung England zu verlassen. Nach einem halben Jahr Aufenthalt in London ging er im April 1939 in die USA. Er wollte in New York seine Tätigkeit als Reportagefotograf fortsetzen, was ihm jedoch nicht gelang. Als deutschem Staatsbürger war es ihm nach Beginn des Zweiten Weltkrieges verboten in der Öffentlichkeit zu fotografieren. Er konnte Ausnahmegenehmigungen für Porträtfotografie und für Werbung erwirken. 1939 und 1940 unterrichtete er Fotografie, Druckkunst und Kalligrafie an diversen amerikanischen Kunst-Colleges, unter anderem am bekannten Black Mountain College in North Carolina und im Goddard College in Vermont. Auf mehreren Reisen dokumentierte er den American Way of Life. Haas hielt in eindrucksvollen Ansichten den Alltag, die Landschaft und die Bauwerke des für ihn neuen Landes fest. In seiner zweiten Heimat New York entstanden hervorragende Beispiele der Großstadtfotografie. Fotografisch orientierte sich Haas an den neuen Strömungen wie der straight photography oder der Ästhetik der Fotokampagnen der Farm Security Administration. Neben Großstadt und Reisebildern entstanden in den 1940er und 1950er Jahren auch zahlreiche Porträtaufnahmen. Unter anderem fotografierte er Albert Einstein und Oskar Kokoschka. 1941 kehrte er beruflich in den Bereich der Grafik und Druckkunst zurück und gründete in New York City die Handpressen-Druckanstalt Ram Press in New York, die für eine Reihe namhafter Museen und Galerien arbeitete, u. a. für das Guggenheim Museum, die Frick Collection und das Museum of Modern Art. Parallel dazu entstanden zahlreiche Fotoarbeiten, die aber großteils unveröffentlicht blieben. Bis 1983 lehrte er an diversen Schulen und Universitäten Handpressendruck und Kalligraphie, u. a. an der renommierten Cooper Union Art School in New York.

## Nachlass
- Der Fotohistoriker Anton Holzer entdeckte im Rahmen seiner Recherchen über die Fotografin Trude Fleischmann den umfassenden fotografischen Nachlass von Robert Haas. Das Wien Museum erwarb im Herbst 2015 den vollständigen Fotonachlass und arbeitete diesen wissenschaftlich auf.[4]
- Von 24. November 2016 bis 26. Februar 2017 war im Wien Museum die Schau „Robert Haas. Der Blick auf zwei Welten“ zu sehen.[3]

## Schriften
- Anton Holzer, Frauke Kreutler (Hg.): Robert Haas. Der Blick auf zwei Welten, mit Texten von Anton Holzer, Frauke Kreutler und Ursula Storch, Ausstellungskatalog Wien Museum, Hatje Cantz Verlag, Berlin 2016, ISBN 978-3-7757-4182-8
- Anton Holzer, Frauke Kreutler (eds.): Robert Haas. Framing Two Worlds, texts by Anton Holzer, Frauke Kreutler, Ursula Storch, exhibition catalogue Wien Museum, Hatje Cantz publisher, Berlin 2016, ISBN 978-3-7757-4199-6